# 哈比巴·吉利比
哈比巴·吉利比（英語：Habiba Ghribi，1984年4月9日—）是一名突尼斯女子中跑和长跑运动员，主攻3000米障碍赛。她以9分8.37秒赢得2012年奥运会女子3000米障碍赛金牌，成为首位赢得奥运奖牌的突尼斯女选手。她也获得2011年和2015年世界田径锦标赛女子3000米障碍赛银牌。